# Agouticarpa hirsuta
Agouticarpa hirsuta är en måreväxtart som beskrevs av Claes Håkan Persson. Agouticarpa hirsuta ingår i släktet Agouticarpa och familjen måreväxter.
Artens utbredningsområde är Ecuador. Inga underarter finns listade i Catalogue of Life.